# Serge Cottereau
Serge Cottereau, né le 12 août 1938, est un athlète français et écrivain. Ce spécialiste des courses de grand fond a popularisé les courses de 100 km dans les années 1970 en créant avec Bernard Vidal la mythique course des 100 km de Millau qu'il a remportée à quatre reprises. Il est également auteur de plusieurs ouvrages de référence sur la course à pied.

## Biographie

### Courses de100km
En 1972, Serge Cottereau, alors coureur de demi-fond de niveau international spécialisé dans le 1 500 m, s'inscrit sur un 100 km en Suisse et découvre cette distance à l'ambiance particulière. À cette époque, les courses sur routes ne connaissent pas l'engouement qu'elles connaissent aujourd'hui et restent organisées de façon marginale et sans l'appui de la Fédération française d'athlétisme qui ne jure que par les courses sur piste et se désintéresse des courses hors-stade. 
De retour en France, il cherche le moyen d'organiser une compétition de ce format dans sa région et trouve un soutien auprès de Bernard Vidal, alors président de SO Millau athlétisme. Ils organisent ensemble la première édition des 100 km de Millau sur laquelle souffle un petit vent post-soixante-huitard : pas de prime au vainqueur, pas de podium mais une médaille identique du premier au dernier. Il court et remporte cette première édition qui ne compte que 68 participants dont seulement 38 passeront la ligne d'arrivée ainsi que les deux suivantes. En 1976, il s'adjuge une quatrième et dernière victoire lors de la cinquième édition. 
Il détient depuis octobre 2013 un record de France catégorie Vétéran M75, celui du 3 000 m.

### Écrivain et formateur
En 1982, il signe un premier livre consacré à cette course, La Belle histoire des 100 km de Millau mais c'est surtout son second livre l'Encyclopédie pratique du jogging, que de nombreux coureurs et entraîneurs considèrent comme la « bible » de la course à pied, qui assoit définitivement sa réputation.
Dès lors, ses avis et conseils sur les méthodes d'entraînement à adopter pour parvenir à progresser en course à pied se mettent à faire autorité avec une approche très « grand public » de l'entraînement, on a longtemps parlé de la « méthode Serge Cottereau ». Il forme débutants et joggeurs confirmés dans des stages « Jogging et hygiène de vie » jusqu'en 2014 et s'adonne à l'écriture de romans.
En 2006, il édite lui-même une nouvelle version de son encyclopédie sous le titre de Bien-être & jogging.

## Records
- 800 mètres : 1 min 52 s
- 1 500 mètres : 3 min 46 s
- 3 000 mètres : 12 min 21 s - (Record de France M75 - 12 octobre 2013)
- 5 000 mètres : 14 min 23 s (8 juin 1968)
- 10 000 mètres : 30 min 38 s (15 juin 1968)
- Marathon : 2 h 28 min à 45 ans
- 100 km : 7 h 9 min 0 s à Millau (26 septembre 1981)[6]

## Palmarès
- 1972 : Vainqueur des 100 km de Millau
- 1973 : Vainqueur des 100 km de Millau
- 1974 : Vainqueur des 100 km de Millau
- 1976 : Vainqueur des 100 km de Millau
- 1979 : Vainqueur du Marathon d'Albi (en 2 h 45 min 33 s)[7]

## Ouvrages

### Détente et jogging
- Serge Cottereau, La Course de fond, 1980, 187 p. (BNF 34659645, ASIN B00K1GOR34)
- Serge Cottereau, L'art de réussir dans la course de fond, S Cottereau, 228 p. (BNF 34759396)
- Serge Cottereau, La Belle histoire des 100 km de Millau, S Cottereau, 1982, 280 p. (BNF 34670187, ASIN B0014L3RB8)
- Serge Cottereau, Encyclopédie pratique du jogging, S Cottereau, 1986, 487 p. (ASIN B000XFQBHI)
- Serge Cottereau, Joggers, les bobards que l'on nous raconte, S Cottereau, 2010 (ISBN 978-2-906283-03-9)
- Serge Cottereau, Bien-être et Jogging : encyclopédie pratique, Saint-Affrique, Flaurines, 2015, 448 p. (ISBN 978-2-912690-63-0)
- Serge Cottereau, Débuter ou reprendre le jogging, Saint-Affrique, Fleurines, 2017, 110 p. (ISBN 978-2-912690-70-8)

### Romans
- Serge Cottereau, Jean-Pierre s'ennuyait à la retraite, puis..., Saint-Affrique, Fleurines, 2015, 358 p. (ISBN 978-2-912690-56-2)
- Serge Cottereau, La fille aux pieds nus, Saint-Affrique, Fleurines, 2016, 254 p. (ISBN 978-2-912690-67-8)
- Serge Cottereau, La veuve indigne, Saint-Affrique, Fleurines, 2017